# Programme de contestation judiciaire
Le Programme de contestation judiciaire du Canada (PCJ) est une organisation sans but lucratif dont la fonction est de fournir un soutien financier aux Canadiens et Canadiennes pour permettre à ceux-ci de présenter devant les tribunaux des causes d’importance nationale qui visent à clarifier et à faire valoir certains droits constitutionnels et quasi constitutionnels en matière de langues officielles et de droits de la personne.
Son histoire remonte à l'année 1978, lorsque le gouvernement fédéral du Canada commença à fournir de l'aide dans des procès portant sur la langue de la minorité. Le gouvernement de Brian Mulroney a donné plus d'importance au Programme de contestation judiciaire en 1985, lorsque l'article 15 de la Charte des droits et libertés est devenu loi, garantissant un traitement égal devant la loi. Toutefois, le gouvernement Mulroney a retiré son soutien financier en 1992. Cette décision controversée a été critiquée par de nombreux groupes qui soutenaient le principe d'égalité sociale. Le gouvernement de  Jean Chrétien a restauré le programme en 1994 et lui a donné sa nouvelle forme.
En septembre 2006, le gouvernement de Stephen Harper abolissait le financement du programme, qui était de 5,6 millions. En conséquence, le PCJ n'acceptait plus de nouvelles demandes de financement, mais s'engageait à honorer les engagements déjà pris. Le programme est partiellement restauré en juin 2008, uniquement en ce qui concerne l'aspect linguistique. Il s'intitule désormais Programme d'appui aux droits linguistiques.  
En février 2017, le Programme de contestation judiciaire est restauré entièrement avec son budget annuel de 5 millions de dollars. À la date de mai 2022, le programme a reçu 115 demandes pour la branche des droits relatifs aux langues officielles et 292 pour la branche des droits de l'homme. Le PCC a financé respectivement 74 et 127 d'entre elles. Les informations quant à quelles causes sont financés ne sont pas divulgué dans l’intérêt de préserver le droit des appliquant du programme que leurs informations restent confidentielles tout comme n’importe quel autre personne ou groupe faisant reconnaître ses droits en justice.